# Keigo Yamashita
Yamashita Keigo (山下敬吾?) (6 de septiembre de 1978) es un jugador de go profesional.

## Biografía
Es un jugador de go con un juego inspirado. Angituo discípulo de Ryokusei Igo Gakuen (academia de go), se convirtió en profesional en 1993. Observando sus registros se puede ver que es el estudiante con más éxito de esta escuela legendaria. Diez años después de convertirse en profesional alcanzó el 9 dan. Era todavía 7 dan cuando ganó el Premio Shusai. Fue un gran premio para él por haber ganado el título de Gosei con solo 21 años. Su estilo de go recuerda al de Sakata Eio. Ganó el Premio del Club de Periodistas y el Premio Kido en el mismo año. Recientemente ha ganado muchos títulos, pero falla al defender muchos de ellos, excepto por el título Shinjin-O que lo conservó durante cuatro años consecutivos entre 1998 y 2001

## Rivalidad con Takao Shinji
La rivalidad de Yamashita con Takao Shinji empezó en agosto de 1986 durante una partida televisada. La partida era la final del Campeonato de Escuela Elemental de Japón donde Keigo, de 8 años, derrotaba a Shinji, de 9 años, y ganaba el título. Su rivalidad continuaría en 1996 donde Shinji se tomó la revancha. Shinji derrotó a Yamashita en la semifinal del Shinjin-O, quien finalmente ganó el título contra Shinya Nakamura. En 1998, esta vez en la final del Shinjin-O, Yamashita derrotó a Takao por 2-1 y ganó el título. Sus partidas en grandes títulos continuaron siendo la última la que ganó Takao a Yamashita para luchar por el título de Judan.

## Campeonatos y subcampeonatos
| Título      | Años ganado       |
| ----------- | ----------------- |
| Actuales    | 12                |
| Kisei       | 2003, 2006 - 2009 |
| Honinbo     | 2010              |
| Tengen      | 2004, 2009        |
| Oza         | 2006, 2007        |
| Gosei       | 2000              |
| Shinjin-O   | 1998 - 2001       |
| Extintos    | 1                 |
| NEC Shun-Ei | 1999              |
| Totales     | 15                |

| Título   | Años perdido     |
| -------- | ---------------- |
| Actuales | 11               |
| Kisei    | 2004, 2010       |
| Meijin   | 2003             |
| Judan    | 2006, 2007, 2010 |
| Tengen   | 2003, 2005-2007  |
| Oza      | 2004, 2005, 2008 |
| Gosei    | 2001, 2008       |
| Totales  | 15               |